# Erwin C. Dietrich
Erwin C. Dietrich, né le 4 octobre 1930 à Glaris et mort le 15 mars 2018 à Zurich, est un producteur, scénariste et réalisateur suisse.

## Biographie
Il fait ses débuts comme acteur à Zurich et scénariste puis fonde en 1955 la société Urania-Film. À partir de 1962, il travaille en Allemagne sur des films policiers et d'aventures. Avec les films Schwarzer Markt der Liebe et Plaisirs pervers sortis en 1966, il est l'un des premiers à produire des films d'exploitation érotiques.
Dans les années 1970, il crée de nouvelles sociétés : Avco Film GmbH, Ascot Film GmbH et la société de doublage Cinephon. Il acquiert la société de distribution Elite-Film AG.
De 1975 à 1977, il collabore 17 fois avec Jess Franco. Inspiré par le film britannique Les Oies sauvages, il produit dans les années 1980 quatre films de mercenaires où l'on voit Lewis Collins, Klaus Kinski et Lee Van Cleef. Après l'échec commercial du film comique Der doppelte Nötzli, il décide d'arrêter la production.
Jusqu'en 2005, Dietrich possède les cinémas zurichois Capitol, le premier multiplexe suisse qu'il a fondé, et Cinemax qu'il vend à son plus grand concurrent, Kitag.

## Filmographie sélective
- 1955 : Das Mädchen vom Pfarrhof
- 1957 : Der König der Bernina
- 1960 : Der Herr mit der schwarzen Melone
- 1961 : Die Gejagten
- 1961 : Die Hazy Osterwald Story
- 1962 : Zwei Bayern in Bonn
- 1963 : Le Manoir de l'étrangleur
- 1964 : Du grisbi pour Hong Kong
- 1966 : Der Würger vom Tower
- 1966 : Le Marché noir de l'amour (en)
- 1967 : Plaisirs pervers
- 1967 : Seitenstraße der Prostitution
- 1968 : …und noch nicht sechzehn
- 1968 : Unruhige Töchter
- 1968 : Hinterhöfe der Liebe
- 1968 : Les Nièces
- 1969 : Weisse Haut auf schwarzem Markt
- 1969 : Die Nichten der Frau Oberst - 2. Teil - Mein Bett ist meine Burg
- 1969 : Nackter Norden
- 1969 : Die Neffen des Herrn General
- 1969 : Champagner für Zimmer 17
- 1970 : Schwarzer Nerz auf zarter Haut
- 1970 : Porno Baby
- 1970 : Les Aventures amoureuses de Robin des Bois
- 1970 : La salamandra del deserto
- 1970 : Je suis une groupie
- 1971 : Les Exploits amoureux des trois mousquetaires
- 1971 : Der lüsterne Türke
- 1971 : Les Gourmandines
- 1971 : Les Hôtesses du sexe
- 1972 : Les Collégiennes perverties
- 1972 : Elles le faisaient la bouche en cœur
- 1972 : Die Mädchenhändler
- 1972 : La Grande vadrouille du sexe
- 1972 : Blutjunge Verführerinnen - 3. Teil
- 1973 : Les Hôtesses du lit
- 1973 : Mädchen, die nach Liebe schreien
- 1973 : Gretchen sans uniforme
- 1974 : Le Sexe au ventre
- 1974 : Mädchen, die sich hocharbeiten
- 1974 : Frauen, die für Sex bezahlen
- 1974 : Sexe chaud à Bangkok
- 1974 : Cochonneries campagnardes
- 1975 : Heisser Mund auf feuchten Lippen
- 1975 : Mädchen ohne Männer
- 1975 : Mädchen, die sich selbst bedienen
- 1975 : Rolls Royce Baby
- 1976 : Midnight Party
- 1976 : Mädchen, die am Wege liegen
- 1976 : Femmes en cage
- 1976 : Les Putains de la ville basse
- 1976 : La Partouze de minuit
- 1976 : Jack l'Éventreur
- 1976 : Le Portrait de Doriana Gray
- 1977 : Greta, la tortionnaire
- 1977 : Lettres d'amour d'une nonne portugaise
- 1977 : Les Flagellées de la cellule 69
- 1977 : Helga, fille esclave
- 1977 : Le Cabaret des filles perverses
- 1977 : Deux sœurs vicieuses
- 1977 : Camp d'amour pour mercenaires
- 1977 : Le Cri d'amour de la déesse blonde
- 1978 : Femmes sans pudeur
- 1978 : Des femmes pour le bloc 9
- 1978 : Volupté sensuelle
- 1978 : Les Oies sauvages
- 1979 : Six Suédoises au collège
- 1980 : Les Bourgeoises de l'amour (Die Nichten der Frau Oberst)
- 1980 : Le Corps et le Fouet (Gefangene Frauen)
- 1980 : Six Suédoises à la pompe ou Filles sans voile (Sechs Schwedinnen von der Tankstelle)
- 1981 : Mad Foxes (Los violadores)
- 1981 : Vacances sexuelles
- 1982 : Ein lasterhafter Sommer
- 1982 : L'Amour au soleil
- 1982 : Les Filles amoureuses du pharmacien (Julchen und Jettchen ~ die verliebten Apothekerstöchter)
- 1983 : L'Histoire de Piera
- 1983 : 6 Schwedinnen auf der Alm
- 1984 : Le futur est femme
- 1984 : Nom de code : Oies sauvages (Geheimcode: Wildgänse)
- 1985 : Kommando Leopard
- 1986 : Commando Cobra
- 1988 : Le Triangle de la peur
- 1988 : Ein Schweizer namens Nötzli
- 1989 : Dance to Win
- 1990 : Der doppelte Nötzli

## Source de la traduction
- (de) Cet article est partiellement ou en totalité issu de l’article de Wikipédia en allemand intitulé « Erwin C. Dietrich » (voir la liste des auteurs).